# Hans Rosendahl (simmare)
Hans Viktor Rosendahl, född 27 december 1944 i Katrineholm, död 23 november 2021 i Katrineholm, var en svensk simmare. Han tävlade för Katrineholms SS och Stockholms KK.
Rosendahl tävlade i två grenar för Sverige vid olympiska sommarspelen 1964 i Tokyo. 
Vid Europamästerskapen i simsport 1962 tog Rosendahl guld på 4 x 200 meter frisim och silver på 400 meter frisim. 1962 tilldelades han även Stora grabbars märke.
Han bytte senare sport till vattenpolo och spelade på elitnivå. Efter avslutad karriär utbildade sig Rosendahl till idrottslärare på GIH.